# Onitis pecuarius
Onitis pecuarius är en skalbaggsart som beskrevs av Lansberge 1875. Onitis pecuarius ingår i släktet Onitis och familjen bladhorningar. Inga underarter finns listade i Catalogue of Life.